# Carlos Páez Vilaró
Carlos Páez Vilaró (Montevideo, 1 de novembre de 1923 - Punta Ballena, 24 de febrer de 2014) fou un escultor, pintor i escriptor uruguaià, un dels més importants del modernisme nacional.
Durant la seva joventut va viure a Buenos Aires, Argentina, on es va formar com artista gràfic. Posteriorment, quan va tornar a Montevideo, es va vincular a la temàtica del candombe i la comparsa afro-oriental, desenvolupant gran part de la seva obra pictòrica en relació amb aquests temes. La seva obra principal es basa en la pintura, però també desenvolupa l'arquitectura, la ceràmica, l'escriptura, l'escultura, l'art mural i el candombe.
Després de viatjar pel món (i treballar en aquests llocs), es va traslladar a Casapueblo, avui considerat patrimoni nacional. La seva pintura és una barreja de paisatge, folklore nacional, cultura africana i música local. Les seves obres estan representades en parets, muralles, cartrons, piscines i avions, entre d'altres. Els darrers anys de la seva vida els va passar a la ciutat de Montevideo al costat de la seva família.